# Cratere Bor
Bor  è un cratere sulla superficie di Marte.